# Estação de Rádio de Varberg
A Estação de Rádio de Varberg (em sueco:  Radiostationen i Grimeton) é uma estação de transmissão de VLF em Grimeton, uma pequena localidade a 15 km a leste da cidade de Varberg, no Condado da Halland, Suécia. É a única estação de transmissão no mundo que ainda possui um alternador de Alexanderson.
O transmissor foi construído entre 1922 e 1924 a fim de operar em 17.2 kHz, embora tenha sido construído para operar com frequências acima de 40 kHz. Sua antena tem 1.9 km de altura

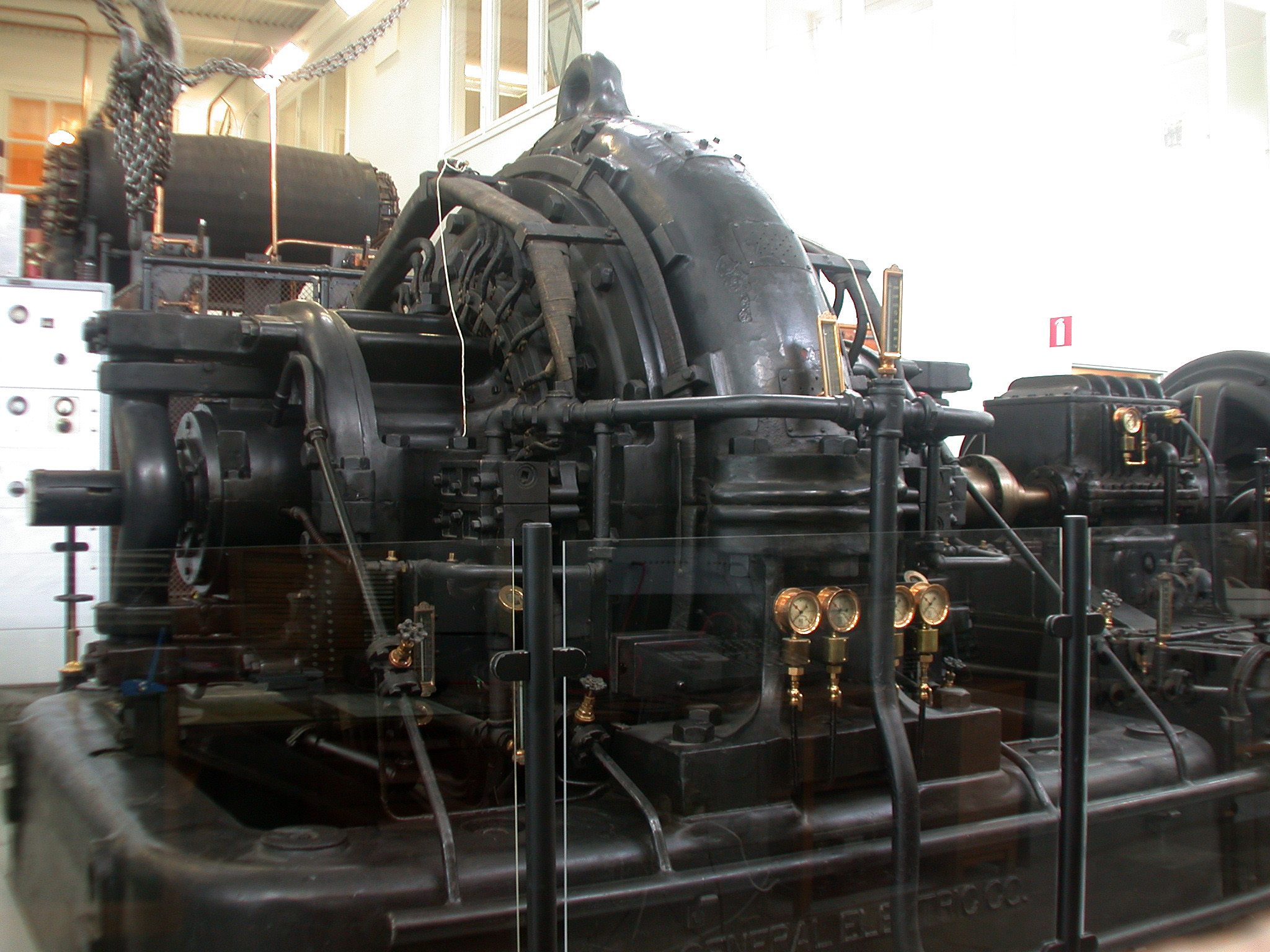
O alternador de Alexanderson

Também é usado para transmissões de ondas curtas como FM e transmissões televisivas. Para este propósito, um mastro de 260 metros contendo um transmissor de 40 kHz foi construído em 1966. Até a década de 1960, o transmissor VLF de Grimeton foi utilizado como radiotelégrafo transatlântico para a Radio Central, em Long Island, Nova Iorque, Estados Unidos. Da década de 1960 até 1996 ele transmitiu ordens para submarinos da Marinha sueca.
Em 1968 um segundo transmissor foi instalado. Ele usava a mesma máquina transmissora mas era construído com transistores e tecnologia de tubo.. O transmissor de Alexanderson tornou-se obsoleto em 1996 e foi aposentado. Entretanto, como ainda encontra-se em boas condições de uso, foi declarado movimento nacional e pode ser visitado durante o verão. Uma transmissão recente em 17.2 kHz aconteceu em 24 de dezembro de 2012. Ao menos duas transmissões regulares acontecem por ano, uma no primeiro domingo de julho e outra na véspera de Natal, 24 de dezembro, além de mais uma ou duas extras em ocasiões especiais, para testes.
As principais construções, em estilo neoclássico foram obra do arquiteto Carl Åkerblad e o engenheiro estrutural Henrik Kreüger cuidou das torres de antena, transformando a estação na construção mais alta da Suécia, em sua época de construção.

## UNESCO
Foi incluso como Património Mundial por ser "um monumento excepcionalmente bem preservado à comunicação transatlântica sem fios...e um exemplo fabuloso do desenvolvimento das telecomunicações e único exemplar de uma estação maior de transmissão baseada em tecnologia pré-eletrônica".